# Beckmann (Fernsehsendung)
Beckmann war eine Talkshow im Ersten, die vom 25. Januar 1999 bis 25. September 2014 gesendet wurde. Zuletzt war die Ausstrahlung donnerstags um 22:45 Uhr nach den tagesthemen. Der Fernsehmoderator Reinhold Beckmann sprach mit prominenten Gästen und auch mit Menschen, die nicht im Rampenlicht stehen und eine außergewöhnliche und bewegende Lebensgeschichte haben. Zunächst war bei der Aufzeichnung noch Publikum im Studio, ab 2001 wurde meist darauf verzichtet.
Die Sendung wurde im Auftrag des NDR von den Unternehmen Beckground (deren Geschäftsführender Gesellschafter Beckmann ist) und Cinecentrum GmbH im Studio Hamburg oder extern über verschiedene Dienstleister mit einem mobilen Studio produziert.
Die letzte Sendung wurde am 25. September 2014 ausgestrahlt.

## Kritik
Der Kölner Stadtanzeiger bemerkte zum zehnjährigen Jubiläum, der Sendung würde der Vorwurf des „selbstgefälliger Kuscheljournalismus“ gemacht und befand, die Sendung sei „kein Talkformat für Intellektuelle und kein investigatives politisches Kreuzverhör“, sondern sei „People-Journalismus“, gegen den „rein gar nichts zu sagen“ sei.
Kritisiert wurde 2006 unter anderem vom Tagesspiegel, dass Beckmann, der ab 2006 auch Testimonial für die WWK Versicherungsgruppe war, zusammen mit Nina Ruge in einer Sendung gegenüber Norbert Blüm Positionen zugunsten der privaten Versicherungswirtschaft eingenommen habe.